# Ambassade d'Algérie au Brésil
L'ambassade d'Algérie en Brésil est la représentation diplomatique de la République algérienne auprès de la république fédérative du Brésil . Elle est située à Brasília, la capitale du pays.